# Холов, Давлатманд
Давлатманд Холов (26 октября 1950, Дагестан, Шуроабадский район — 18 февраля 2024, Душанбе) — таджикский певец и композитор, поэт. Народный артист Таджикской ССР (1988), Народный артист Узбекистана (2018), лауреат Государственной премии Таджикистана имени Абуабдулло Рудаки (2012).

## Биография
Выпускник Таджикского государственного института искусств имени Мирзо Турсунзаде (1978). Работал в отделе культуры города Куляба (1968—1973), Кулябском музыкально-драматическом театре (1978—2003).
С 2003 года — руководитель Государственного ансамбля «Фалак» Комитета телевидения и радиовещания при Правительстве Таджикистана.
Давлатманд Холов обладал неповторимым[что?] стилем пения. Он сочинил более 200 (двухсот) стихотворений. Песни «Мир» (стихотворение С. Вализода), «Зульфи Мушкин» (стихотворение М. Турсунзаде), «Вальс» (стихотворение С. Айюби), «К крестьянину» (стихотворение М. Бахти) и другие в исполнении Давлатманда Холова звучали очень мило и проникновенно.

## Награды
- Награждён орденами «Дусти» и «Шараф»[3].
- Народный артист Таджикской ССР (1988).
- Народный артист Узбекистана (29 августа 2018) — за большой вклад в укрепление многовековых отношений дружбы и добрососедства между братскими народами Узбекистана и Таджикистана, активную и плодотворную деятельность по расширению культурно-гуманитарных связей, бережному сохранению и приумножению общего исторического наследия, духовных ценностей и традиций, заслуги в развитии взаимовыгодного торгово-экономического сотрудничества, всестороннего стратегического партнёрства наших стран[4].